# Nemesis Tesserae
Le Nemesis Tesserae sono una formazione geologica della superficie di Venere.
Prendono il nome da Nemesi, dea greca personificazione del fato e della giustizia.

## Influenza culturale
- Nemesis Tessera è un pianeta dell'Imperium nell'universo immaginario di Warhammer 40000[1].